# Fuerza Aérea de Tanzania
La Fuerza Aérea de Tanzania llamada oficialmente Comando de la Fuerza Aérea de Tanzania (en suajili: Kamandi ya Jeshi la Anga) es la rama aérea nacional de las Fuerzas de Defensa del Pueblo de Tanzania. El comandante actual del Comando de la Fuerza Aérea de Tanzania es el mayor general Shabani Mani, quien reemplazó al general de brigada William Ingram cuando este último se retiró en agosto de 2021.

## Objetivos
Tanzania estableció su fuerza aérea como Jeshi Wananchi la Tanzania (JWTZ) y denominada Ala Aérea de la Fuerza de Defensa del Pueblo de Tanzania (TPDF-AW) en 1965, ahora se conoce como Comando de la Fuerza Aérea de Tanzania (TAFC). Una rama autónoma, Las funciones de la fuerza aérea se describen oficialmente comoː
- Brindar protección aérea a áreas nacionales, políticas y económicas clave
- Proporcionar defensa aérea para áreas e instalaciones militares clave y las Fuerzas Armadas
- Proporcionar apoyo militar para las operaciones terrestres y navales
- Brindar apoyo a las autoridades civiles, especialmente en tiempos de desastre nacional y escoltar a los aviones oficiales, también recopilar información de seguridad
- Promover las relaciones militares con otros países a través de ejercicios conjuntos
- Participar en las operaciones de mantenimiento de la paz de la ONU.

## Historia
Los orígenes de la fuerza aérea hay que buscarlos en 1964, gracias a la ayuda proporcionada por Alemania Occidental para establecer una unidad militar de transporte aéreo y comenzó el entrenamiento. En el marco de dicho programa de ayuda la RAF entregó algunos entrenadores Piaggio FWP149D, así como algunos transportes Dornier Do 28 y Nord 2501D Noratlas, con los cuales se formó un pequeño JWTZ. Pero las relaciones entre los dos países se deterioraron significativamente en los siguientes años lo que provocó que se detuviera la asistencia alemana. Luego siguió el apoyo canadiense pero, a principios de la década de 1970, la influencia soviética y china había aumentado significativamente, por lo que se rechazó la adquisición de aviones de Occidente. Como resultado, en la década de 1980, la mayor parte de la flota del JWTZ, era de diseño soviético pero de origen chino. Hoy en día esta influencia sigue muy presente y la mayor parte de las aviones existente actualmente en el inventario de la fuerza aérea son de procedencia china, con algunas excepciones.
El Comando de Defensa Aérea de Tanzania derrotó a la Fuerza Aérea de Uganda, nominalmente más fuerte durante la campaña aérea de la Guerra Uganda-Tanzania (1978-1979).
Actualmente, el TAFC opera en tres bases aéreas principales, que son las bases aéreas de Dar es Salaam, Mwanza y Ngerengere. El cuartel general de la fuerza aérea y la base principal se encuentran en el Aeropuerto Internacional Julius Nyerere, cerca de la capital Dar es Salaam. Aquí opera un escuadrón equipado con cazas F-7TG y FT-7TG (los dos son variantes para la exportación del caza de fabricación chino Chengdu J-7); un escuadrón de entrenamiento con entrenadores a reacción K-8 Karakorum y posiblemente todavía algunos Shenyang FT-5; un escuadrón de transporte equipado con Harbin Y-12 y Shaanxi Y-8; un escuadrón de helicópteros con Eurocopter EC155; y finalmente, un escuadrón ligero de observación con Seabird Seeker. En la Base Aérea de Mwanza, situada al norte de Tanzania, fue anteriormente la principal base de combate. Sin embargo, los únicos aviones que actualmente se encuentran aquí son un pequeño destacamento de F-7TG y FT-7TG.
La última es la Base Aérea de Ngerengere, que alberga una unidad de entrenamiento con Nanchang CJ-6. Esta base, ubicada a 120 km al oeste de Dar es Salaam, se construyó alrededor de 1970 con la asistencia de China. Hace poco, China financió una ampliación y mejora de la base por valor de 68,5 millones de dólares, que comenzó en julio de 2013.

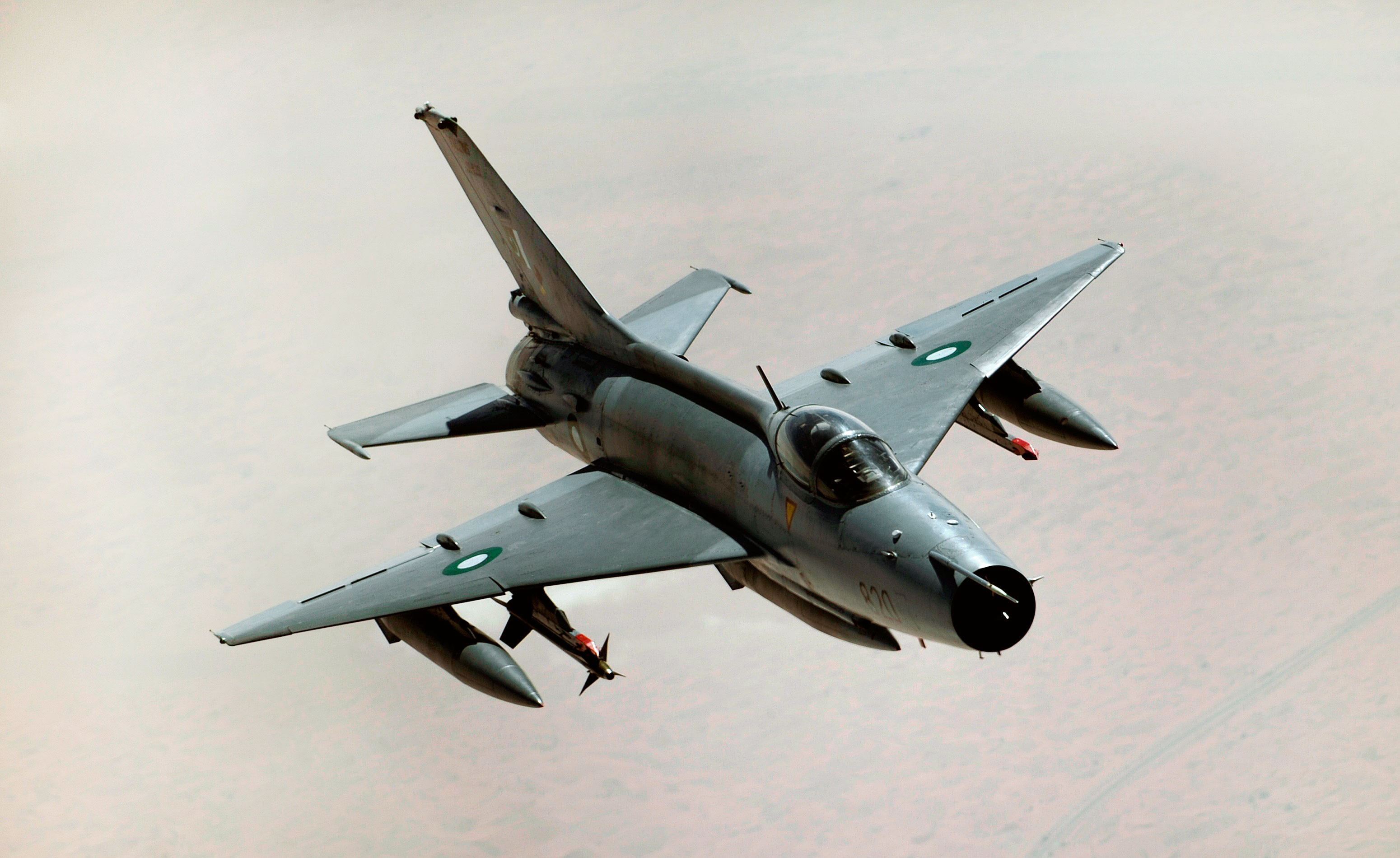
Un Chengdu F-7 similar a los que opera la Fuerza Aérea de Tanzania

Las últimas adquisiciones han sido un lote de cazas Chengdu F-7TG Airguard, junto con algunos aviones biplazas (entrenamiento) Guizhou FT-7TG, que son designaciones locales para el J-7G y el J-7N, respectivamente. La flota actual de la Fuerza Aérea de Tanzania consta de doce F-7TG y un par de FT-7TG, ordenados en 2009. Las entregas comenzaron en 2011, con al menos cuatro operativos confirmados en noviembre de ese mismo año. Se cree que el resto se entregó poco después. El 27 de febrero de 2015, se perdió un F-7TG cuando chocó contra un pájaro al despegar de Mwanza. El piloto se eyectó pero la aeronave resultó destruida.
Durante décadas, Tanzania también operó el Shenyang F-6A y F-6C, junto con el biplaza FT-6 (todos ellos son variantes del Shenyang J-6), hasta que retiró los F-6A en 2010, seguidos por los F-6C y FT-6 en 2011. Aunque se cree que al menos 21 F-6/FT-6 todavía están almacenados en Ngerengere. Tanzania también cuenta con entrenadores a reacción Hongdu K-8 Karakoram los cuales se entregaron en 2009, y posteriormente compró otros cuatro. Estos tienen su base de operaciones en Dar es Salaam y se utilizan principalmente como aviones de entrenamiento avanzado. Aunque, también tienen una limitada capacidad de ataque ligero.
En cuanto a los aviones de transporte, la Fuerza Aérea de Tanzania opera dos Harbin Y-12 y dos Shaanxi Y-8, ambos de origen chino. Los dos Y-12 entraron en servicio en septiembre de 1994 y los Y-8F se entregaron el 3 de noviembre de 2003. Los cuatro permanecen en servicio, también habían estado en servicio tres Antonov An-28, pero los tres se pusieron a la venta en septiembre de 2015, aunque se cree que al menos uno aún esta operativo. Anteriomente contaba con varios aviones modelo Cessna 402, pero la mayoría se retiraron hace años. Un Cessna permanece almacenado en Dar es Salaam.
El 12 de septiembre de 2021, la presidenta de Tanzania, Samia Suluhu, nombró a Stergomena Tax como ministra de defensa, con lo que se convierte en la primera mujer en ocupar la cartera de defensa desde la independencia del país.

## Aeronaves

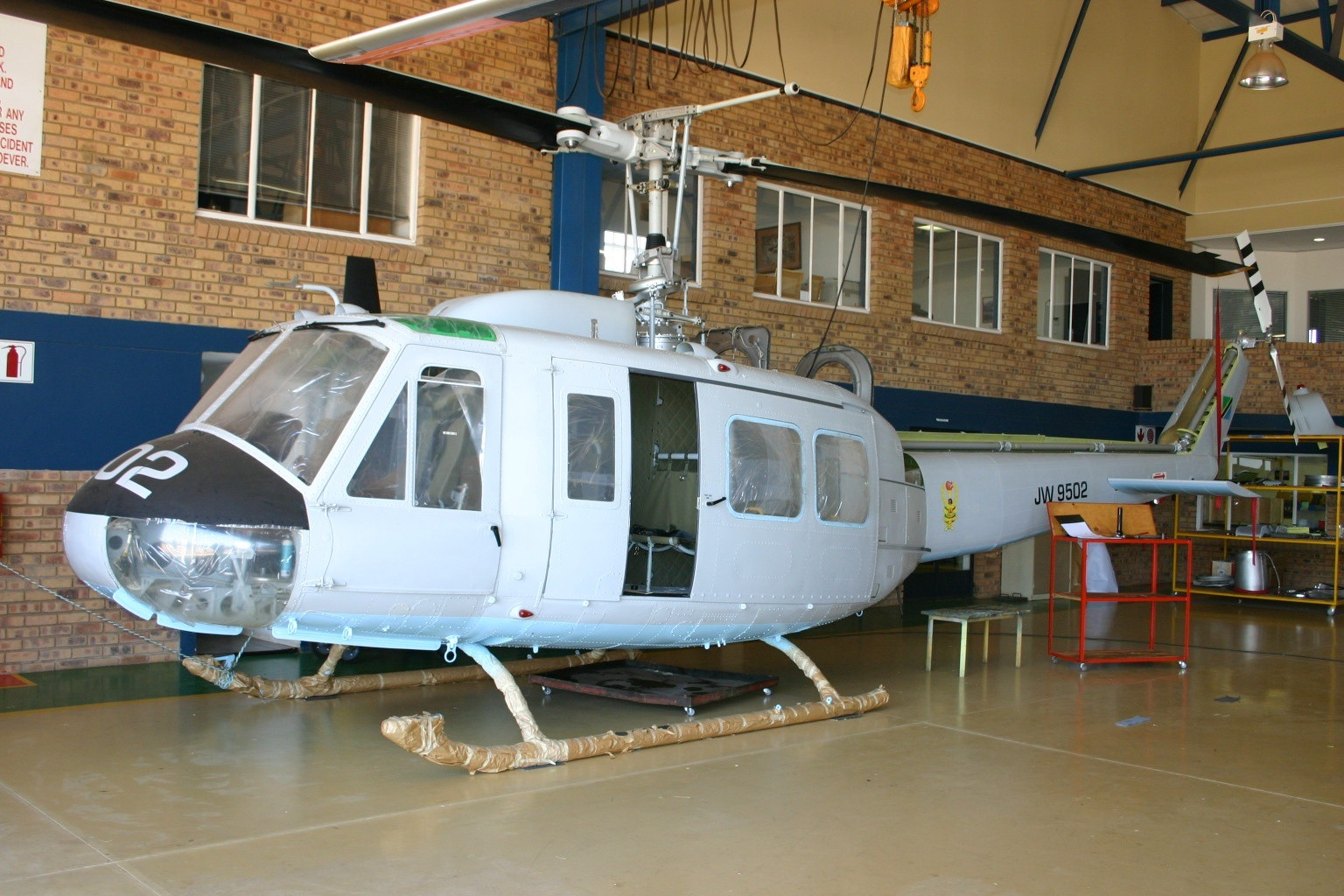
Un Bell 205 del comando de la fuerza aérea de Tanzania

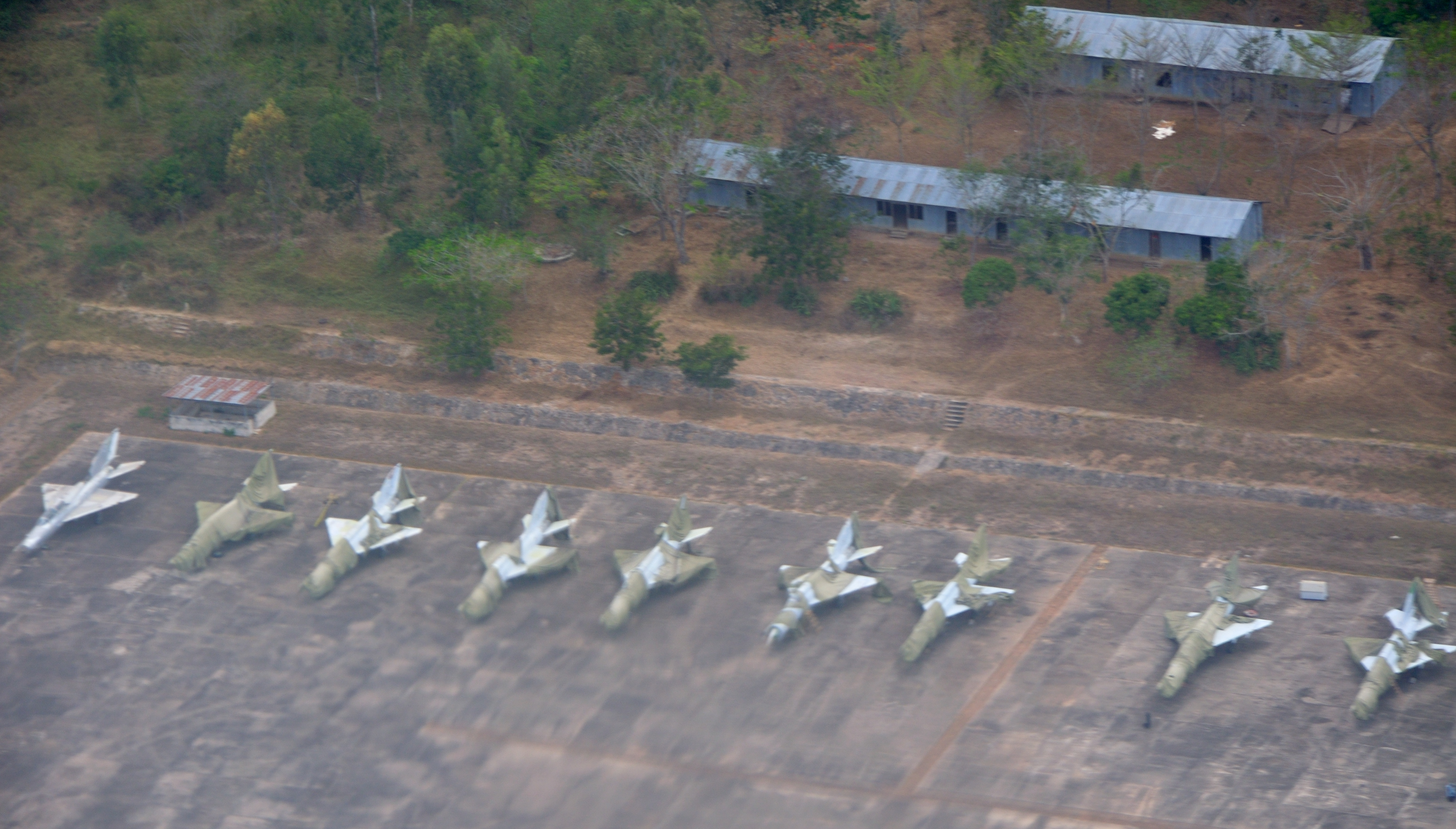
Una línea de Shenyang F-7 de Tanzania.

| Aeronave      | Origen         | Tipo                 | Variante | Número  | Notas                           |
| Combate       | Combate        | Combate              | Combate  | Combate | Combate                         |
| ------------- | -------------- | -------------------- | -------- | ------- | ------------------------------- |
| Shenyang F-7  | China          | Caza                 |          | 11      | MiG-21 construido bajo licencia |
| Shenyang J-6  | China          | Caza                 | F-6      | 3       |                                 |
| Transporte    |                |                      |          |         |                                 |
| Cessna 402    | Estados Unidos | Transporte           |          | 1       |                                 |
| Shaanxi Y-8   | China          | Transporte           |          | 2       |                                 |
| Harbin Y-12   | China          | Transporte           |          | 2       |                                 |
| Antonov An-28 | Polonia        | Transporte           |          | 1       |                                 |
| Helicópteros  |                |                      |          |         |                                 |
| Bell 412      | Estados Unidos | Utilitario           |          | 2       |                                 |
| Airbus H155   | Francia        | Utilitario           |          | 2       |                                 |
| Airbus H225M  | Francia        | Utilitario           |          | 2       |                                 |
| Airbus H215M  | Francia        | Utilitario           |          | 1       | 1 ordenado                      |
| Airbus H125M  | Francia        | Utilitario           |          | 2       | 1 ordenado                      |
| Entrenamiento |                |                      |          |         |                                 |
| Hongdu JL-8   | China          | Entrenador avanzado  | K-8      | 5       |                                 |
| Chengdu J-7   | China          | Conversión operativa | FT-7     | 2       |                                 |
| Shenyang J-6  | China          | Conversión operativa | FT-6     | 1       |                                 |

## Bases aéreas
- Base Aérea de Ukonga, Dar es Salaam
- Base Aérea de Mwanza, Mwanza
- Base de la Fuerza Aérea de Ngerengere, Morogoro

## Comandantes
| N.º | Nombre                                | Asumió el cargo       | Dejó el cargo         | Tiempo en el cargo | Ref.   |
| --- | ------------------------------------- | --------------------- | --------------------- | ------------------ | ------ |
| 1   | General de brigada Robert Mboma       | 15 de febrero de 1982 | 28 de marzo de 1994   | 12 años y 41 días  | [ 10 ] |
| 2   | Mayor general Jumanne Omari Mwakitosi | 29 de marzo de 1994   | 1 de julio de 2003    | 8 años y 100 días  | [ 10 ] |
| 3   | General de brigada Geofrey Dahal      | 1 de julio de 2003    | 25 de abril de 2005   | 1 año y 298 días   | [ 10 ] |
| 4   | General de brigada Charles Makakala   | 2 de julio de 2005    | 16 de octubre de 2007 | 2 años y 174 días  | [ 10 ] |
| 5   | General de brigada Festo Ulomi        | 17 de octubre de 2007 | 19 de marzo de 2012   | 4 años y 154 días  | [ 10 ] |
| 6   | General de brigada Joseph Kapwani     | 20 de marzo de 2012   | 31 de enero de 2016   | 3 años y 317 días  | [ 10 ] |
| 7   | General de brigada George Ingram      | 1 de febrero de 2016  | 22 de agosto de 2016  | 203 días           | [ 10 ] |
| 8   | Mayor general Shabani Mani            | 23 de agosto de 2016  | Actualidad            |                    | [ 10 ] |